# Pedro de Médici, Príncipe da Toscana
Pedro de Médici (em italiano:  Piero ou Pietro de' Medici, Florença, 3 de junho de 1554 – Madrid, 25 de abril de 1604), era o filho mais novo do Grão-Duque da Toscana, Cosme I de Médici e da nobre espanhola Leonor de Toledo.
Nos tempos em que viveu em Espanha era conhecido por Don Pedro de Médici.

## Biografia

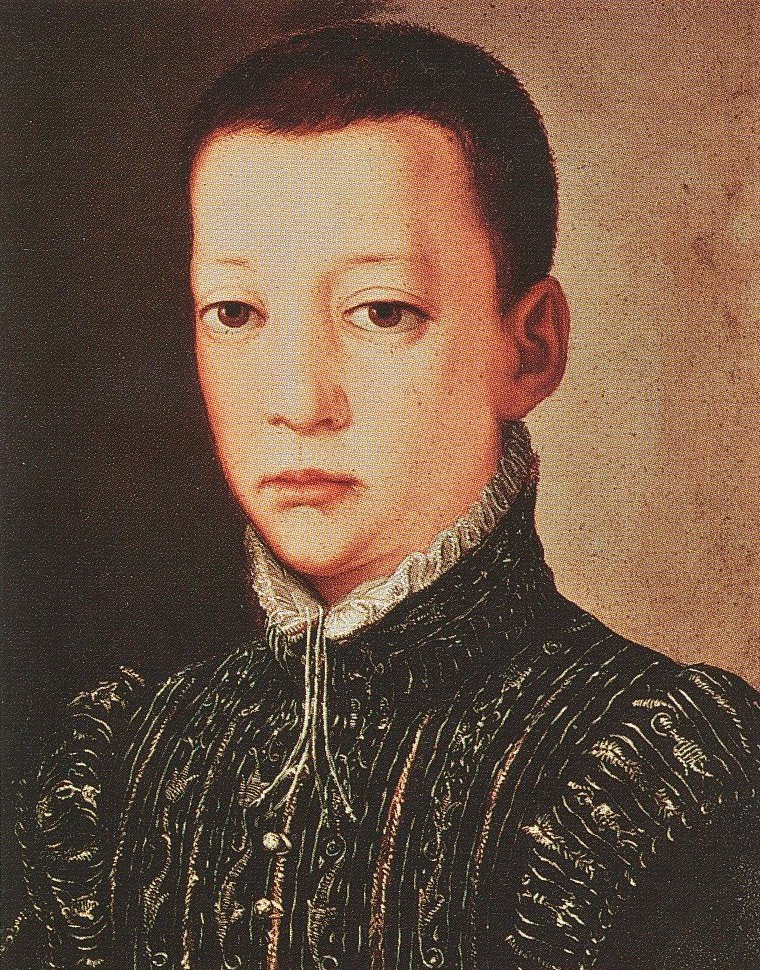
Pedro de Médici em menino. Pintura da escola de Agnolo Bronzino.

A sua carreira política e diplomática foi facilitada pelas suas origens familiares: a família paterna reinava na Toscana e a família materna pertencia à alta nobreza espanhola. Em 1571 foi enviado a Roma e em 1575 a Venezia. Aos dezanove anos era já general das galeras toscanas (1573), e um ano mais tarde foi enviado como embaixador à Áustria.
Em 1571 casou-se com a sua prima Leonor Álvarez de Toledo, filha do seu tio materno Garcia Álvarez de Toledo y Osorio. Pedro era um homem reservado e de caráter sombrio, com fama de ser pessoa violenta, viciosa, prepotente e perdulário. Ignorava a sua mulher que encontrou um confidente em Bernardo Antinori, de uma nobre família florentina (os Antinori).
Foram intercetadas algumas missivas, tendo então Pedro decidido libertar-se de uma vez por todas, da mulher, que considerava um obstáculo à sua vida dissoluta, escolhendo o modo mais brutal: tendo ficado só com ela na villa di Cafaggiolo veio a sufoca-la num acesso de ira (ou talvez num ato anteriormente planeado) com as suas próprias mãos, como referido em documentos da época. O confidente da mulher viria a morrer na prisão depois de ser detido com um qualquer pretexto.
O seu pai apressou-se então a enviá-lo para fora de Florença, mandando-o para Espanha, onde permanece pelo menos até 1578 e onde a sua fama violenta não pára de crescer 
Em 1579 foi nomeado General de infantaria das tropas italianas destacadas em Espanha e torna-se o embaixador florentino naquele estado. Em 1580, torna-se o lugar-tenente da infantaria italiana na expedição que o rei Filipe II dirige contra Portugal. 
Pedro permaneceu em Lisboa até finais de 1582 regressando, então a Espanha. Da sua correspondência apercebemo-nos que tinha sérios problemas financeiros, pelo que em 1584 parte para Itália para visitar o irmão, o Grão-Duque Francisco I de Médici a quem pede que cubra as suas dívidas, mas este apenas reprovou o seu comportamento e, apesar do seu juramento de não voltar a casar, a família procurava uma aliança que pusesse um travão à sua vida dissoluta.
Em 1585 participou numa embaixada a Roma e, entre 1586 e 1589 foi de novo nomeado embaixador toscano em Madrid. Em Espanha continuava a acumular dívidas com o jogo, em apostas e numa vida de luxo. Regressou a Florença após a morte do seu irmão Francisco, ocorrida em novembro de 1587, e onde permanece dois anos.
Em 1593 casou com a nobre portuguesa Beatriz de Meneses, filha de Manuel de Meneses, 1.º Duque e 5.º Marquês de Vila Real, casamento que lhe permitiu estabilizar mais do ponto de vista económico do que emocional, embora continuasse a frequentar a sua cortesã favorita Antonia Carvajal, que lhe deu cinco filhos ilegítimos. Teve ainda um outro filho natural de Maria della Ribera.
Escrevia continuamente ao irmão Fernando I de Médici, reclamando sempre uma parte da fortuna familiar para cobrir as dívidas. Em 1596 recorreu também ao pontífice para procurar um árbitro na controvérsia familiar, mas sem qualquer resultado.
Morre cheio de dívidas em 1604, sem ter atingido os cinquenta anos. Os seus filhos ilegítimos já se encontravam em Florença, ao cuidado dos parentes, embora excluídos de qualquer sucessão. Foi sepultado no Mosteiro da Santíssima Trindade, em Madrid, mas o seu corpo vem a ser transladado para Florença por instruções de Cosme II de Médici.

## Descendência
Do seu primeiro casamento com Leonor Álvarez de Toledo teve um filho:
- Cosme (Cosimo) (10 de fevereiro de 1573 - agosto de 1576), morre de doença um mês após o assassínio da mãe.[4]

Do seu segundo casamento com Beatriz de Meneses não teve descendência:
Da amante Antonia Carvajal teve cinco filhos ilegítimos:
- Cosme (Cosimo) (post 1577 - 1644), em Florença desde 1605;
- Catarina (Catalina) ou Maria, em Florença desde 1605 onde toma os votos no mosteiro delle Murate;
- Joana (Juana), em Florença desde 1605 onde entrou no mesmo convento da irmã;
- Pedro (Pietro) (1592 - 1654), cavaleiro de Malta, depois de chegado a Florença em 1605 faz uma carreira política e militar: Governador de Livorno de 1619 a 1627, enviado dos Médici a Milão (1629) e a Génova (1630) e, por fim, Capitão Geral da Cavalaria toscana em 1637. Foi ao serviço da Espanha que se destacou, não tanto pelas suas ações mas pela sua ambição por dinheiro e honras. Com uma vida turbolenta assassinou a mulher.[5]
- Leonor (Leonora) (1592 - ?), em Florença desde 1605 onde entrou no mesmo convento da irmã.

Da amante Maria de la Ribera, nobre espanhola da corte de Madrid, teve:
- Cosme (Cosimo, Madrid, 1588 - documentado até 1610), chega a Florença em 1605 enviado para estudar no seminário jesuíta de Ingolstadt; regressa a Florença, pelo seu caracter rebelde sendo entregue aos monges olivetanos, mas a sua natureza violenta nunca foi dominada; depois de ter assassinado o conde Bentivoglio numa rixa foi preso tendo depois fugido para Espanha, onde se alistou no exército que partia para a Flandres.